# Bedsted Thy Station
Bedsted Thy Station er en dansk jernbanestation i stationsbyen Bedsted i Thy i Nordjylland, ca. 25 km syd for Thisted. Stationen ligger i Linnetsgade (en sidevej til Thylandsgade) overfor Bedsted Kro, som med navnet Bedsted Stationskro blev bygget i 1881, samtidig med Thybanen, der blev indviet 20. april 1882.
Navnet Thy er tilføjet til bynavnet Bedsted for at skelne stationen fra Bedsted Lø (Lø for Løgumkloster) i Sønderjylland, en by som ikke længere har en jernbanestation. Tilsvarende har betegnelserne Bedsted Thy og Bedsted Lø været postadresser. Bedsted Thy er stadig brugt som postadresse (postnummer 7755), mens Bedsted (Lø) ikke længere har eget postnummer, men indgår i 6240 Løgumkloster.